# August Wolf (Maler)

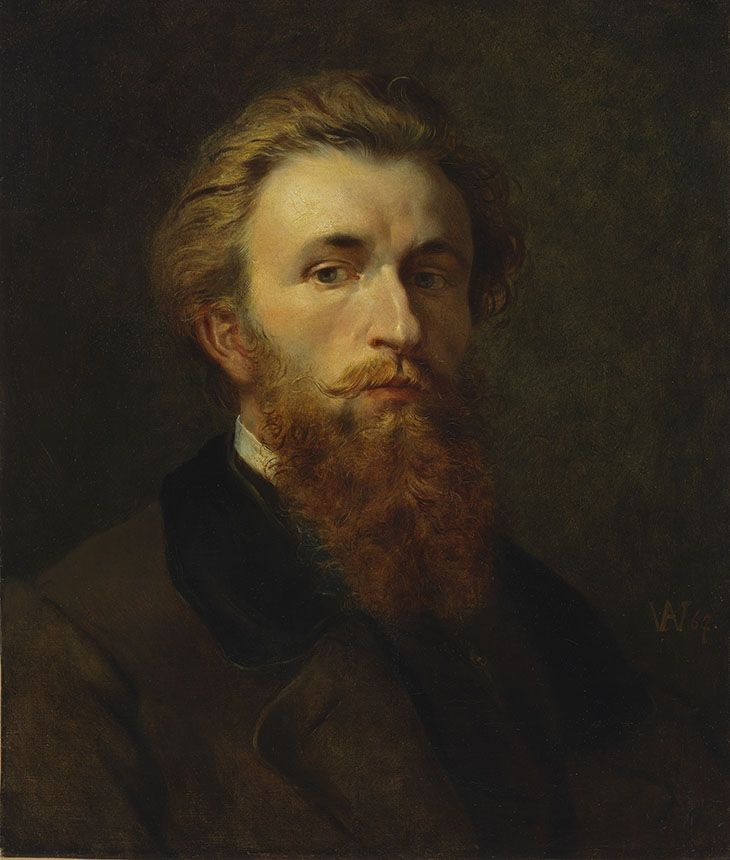
August Wolf, Selbstbildnis, 1867

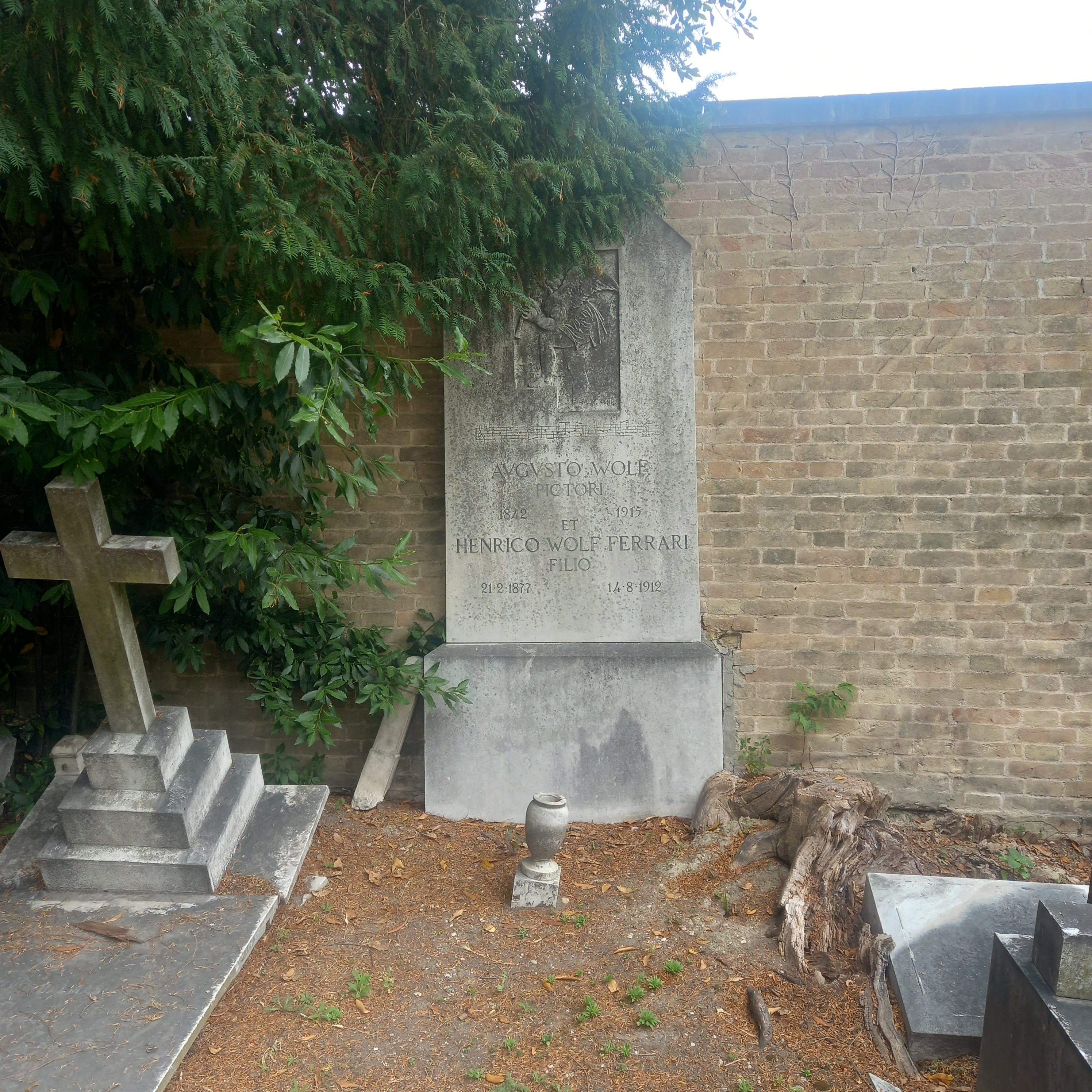
Das Grab von August Wolf auf dem Friedhof von San Michele in Venedig

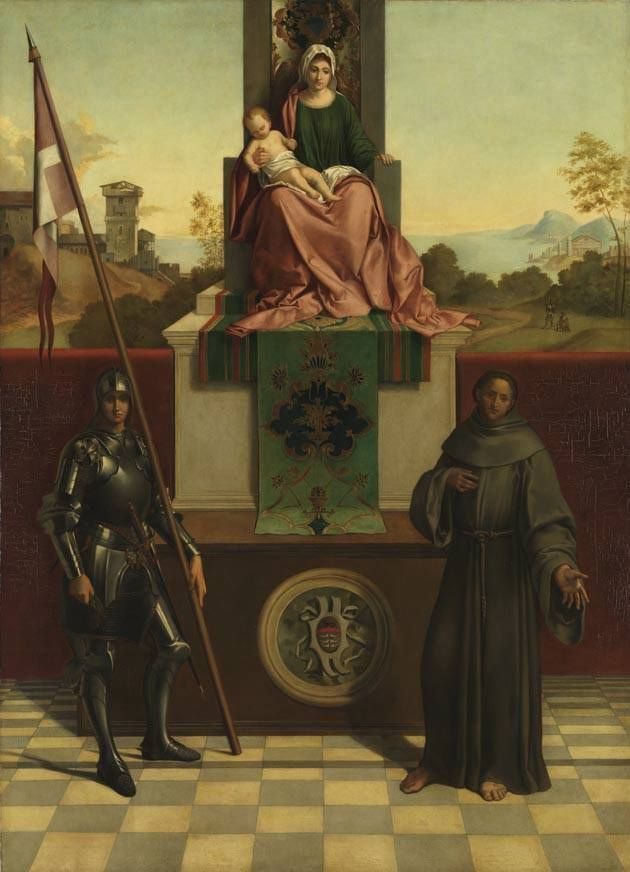
August Wolf, Thronende Madonna mit den Heiligen Liberale und Franziskus, 1876 (nach Giorgione 1505)

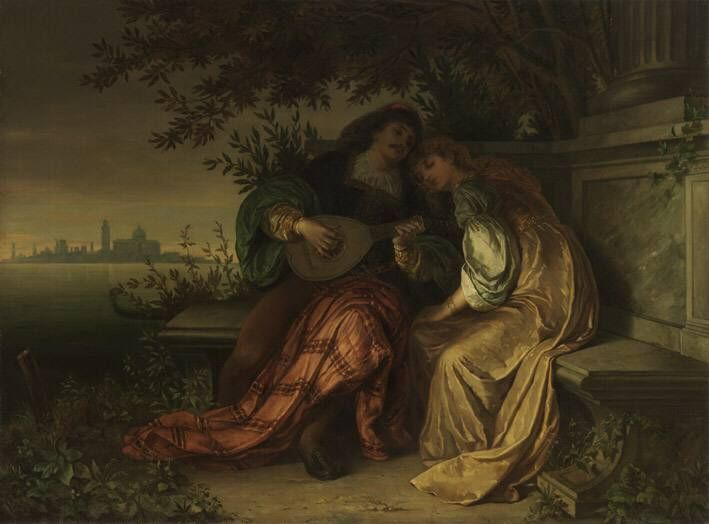
August Wolf, Liebespaar in einem venezianischen Garten, 1883

August Wolf (geboren 20. April 1842 in Weinheim, gestorben 19. Februar 1915 in Venedig) war ein deutscher Kunstmaler. Bekannt ist er vor allem für seine Kopien venezianischer Malerei des 16. Jahrhunderts für die Sammlung des Grafen Schack.

## Leben
August Wolf wurde am 20. April 1842 in Weinheim an der Bergstraße geboren. Er machte zuerst eine Ausbildung zum Goldschmied und besuchte dann die Kunstschule in Nürnberg. 1869 kam er nach München. Dort machte ihn Franz von Lenbach mit dem Literaten und Kunstsammler Adolf Friedrich Graf von Schack bekannt. 1870 zog Wolf nach Venedig, um im Auftrag des Grafen Kopien von Gemälden alter Meister anzufertigen. 
Wolf blieb in Venedig und heiratet dort Emilia Ferrari. Das Paar hatte zwei Kinder: Theodor, der wie sein Vater Maler wurde, und Hermann Friedrich (1876–1948), der unter dem Namen Ermanno Wolf-Ferrari als Komponist bekannt wurde. 

## Wirken
Wolf kopierte zunächst im Auftrag Schacks Hauptwerke der Kirchen Venedigs in Originalgröße. Bis 1881 fertigte er 41 Kopien für die Sammlung des Grafen an. Später übernahm er auch Aufträge anderer Personen aus Deutschland und Amerika. Außer Kopien hat Wolf auch eigene Bilder gemalt. Darin imitierte er den Stil und die Themen der venezianischen Malerei des 16. Jahrhunderts.

## Museen
Wolfs Werke aus der Schackschen Sammlung erhielten in dem 1909 errichteten Neubau der Schackgalerie einen eigenen zweigeschossigen Saal mit Oberlicht als Ausstellungsraum. Mit der gesamten Sammlung gingen diese Werke 1939 in den Besitz des Freistaats Bayern über und sind seitdem Bestandteil der Bayerischen Staatsgemäldesammlungen. Sie gehören zum Bestand der Neue Pinakothek und der Schackgalerie, die seit ihrer Renovierung, Umgestaltung und Neueröffnung 2009 als Sammlung Schack bezeichnet wird. In letzterer sind eine Auswahl von Wolfs Kopien gemeinsam mit Kopien von Franz von Lenbach in dem größten Saal des Hauses, dem sogenannten Kopiensaal ausgestellt.